# Sergej Michajlovitsj Persjin
Sergej Michajlovitsj Persjin (Russisch: Сергей Михайлович Першин, Isjimbaj, 27 maart 1949) is een Russisch natuurkundige en astronoom. Persjin wurdt gezien als de grondlegger van de astrobiologie, de combinatie van biologie en astronomie.